# Гарампи, Джузеппе
Джузеппе Гарампи (итал. Giuseppe Garampi; 29 октября 1725, Римини, Папская область — 4 мая 1792, Рим, Папская область) — итальянский куриальный кардинал и папский дипломат. Титулярный архиепископ Бейрута с 27 января 1772 по 20 мая 1776. Апостольский нунций в Польше с 20 марта 1772 по 16 марта 1776. Апостольский нунций в Австрии с 16 марта 1776 по 14 февраля 1785. Епископ-архиепископ Монтефьясконе и Корнето с 20 мая 1776 по 4 мая 1792. Кардинал-священник с 14 февраля 1785, с титулом церкви Санти-Джованни-э-Паоло с 3 апреля 1786.